# Sonja Schlesin
Sonia Schlesin (6 juin 1888 - 6 janvier 1956) est une enseignante sud-africaine surtout connue pour son travail avec le Mahatma Gandhi de 1906 à 1914, alors que celui-ci vivait en Afrique du Sud. 

## Biographie
Née en 1888 dans une famille russe et juive de Moscou, Schlesin s'installe en Afrique du Sud avec ses parents Isidor et Helena Dorothy Schlesin (née Rosenberg) en 1892. À l'âge de quinze ans, elle s'inscrit à l'université du Cap de Bonne-Espérance. Elle est recommandée pour un emploi par l'architecte Hermann Kallenbach à Mohandas Gandhi,,.

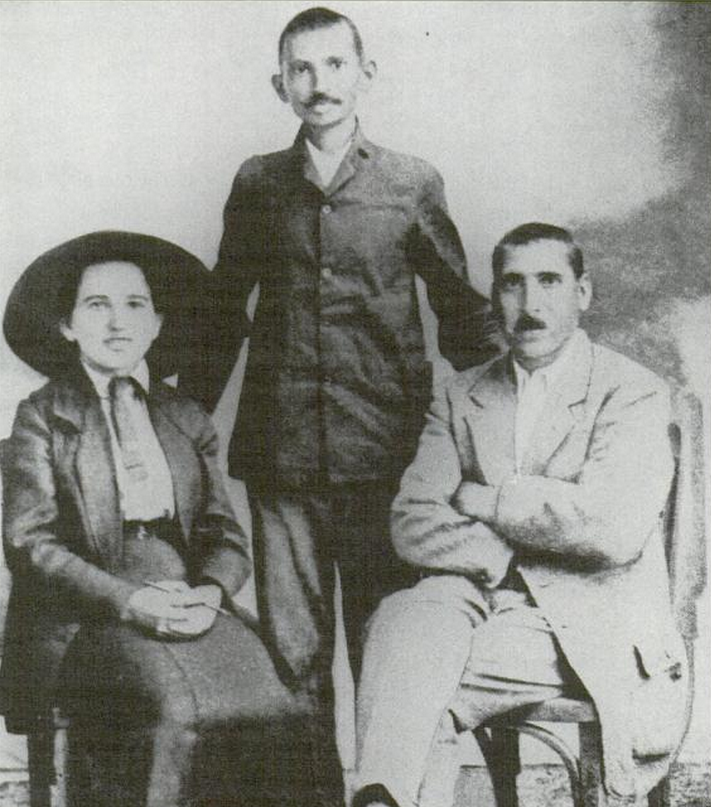
Schlesin, Gandhi et Kallenbach juste après la Grande Marche de 1913.

En 1908, après l'introduction par le gouvernement de la colonie du Transvaal du Restriction Act connu sous le nom de « Black Act », Schlesin écrit le  discours que Gandhi prononce,.
Schesin dépose sa candidature pour devenir avocate, mais elle est refusée en avril 1909 parce qu'elle est une femme,. Schlesin devient secrétaire de la Transvaal Indian Women's Association,.

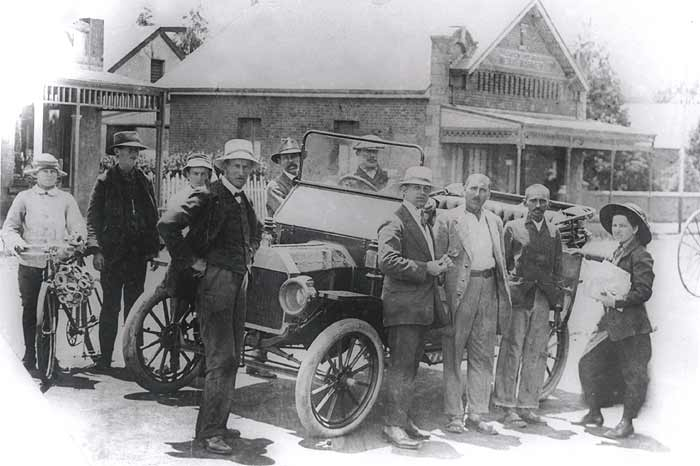
Hermann Kallenbach, Gandhi et Sonja Schlesin (1913).

En 1913, alors que Gandhi dirige la grève des mineurs sud-africains lors d'une grande marche, Schlesin le soutient.
Après le départ de Ghandi pour l'Inde en 1914, Schlesin devient professeure. Elle s'inscrit à l'University College de Johannesburg et obtient, en 1924, son diplôme. Elle enseigne le latin de 1920 à 1943 dans un lycée de Krugersdorp, près de Johannesbourg, pendant une vingtaine d'années.
Schlesin, alors dans sa soixantaine, s'inscrit à l'université du Natal en 1953 pour étudier le droit, mais elle ne termine pas le cursus. Elle meurt à Johannesbourg en 1956 et ses cendres sont placées dans un mur du souvenir au cimetière Braamfontein.